# 克莱蒙德博尔加
克莱蒙德博尔加（法語：Clermont-de-Beauregard）是法国多尔多涅省的一个市镇，属于佩里格区和中佩里戈尔县（Périgord central）。该市镇总面积6.24平方公里，2009年时的人口为119人。

## 人口
克莱蒙德博尔加人口变化图示